# اوبرندورف این تیرول
اوبرندورف این تیرول (به آلمانی: Oberndorf in Tirol) یک منطقهٔ مسکونی در اتریش است که در کیتسبول واقع شده‌است. اوبرندورف این تیرول ۱۷٫۷ کیلومتر مربع مساحت دارد ۶۸۷ متر بالاتر از سطح دریا واقع شده‌است.